# Унгарци в Австрия
Унгарците в Австрия са етническа група в Австрия.

## История
Унгарците в миналото и днес населяват Виена и Бургенланд.

### Във Виена
Унгарците основават общност във Виена след битката при Мохач през 1526 г. Към края на XVII век градът се превръща в ключов културен център за унгарците.
Първите културни сдружения са създадени във Виена през 1860 г. В преброяванията през междувоенния период унгарците са около 1000 и 2000 души . Бежанците от Унгария продължават да увеличават броя си след събитията през 1945, 1948 и 1956 г. Към 2019 г. около 25 884 унгарци живеят във Виена.

### В Бургенланд
Унгарците в Бургенланд са разделени на четири групи преди анексирането на провинцията през 1921 г. Една от групите е в Айзенщат.

## Религия
Основната религия на унгарците в страната е християнството, въпреки че има и други религии.